# 수전 글래스펠

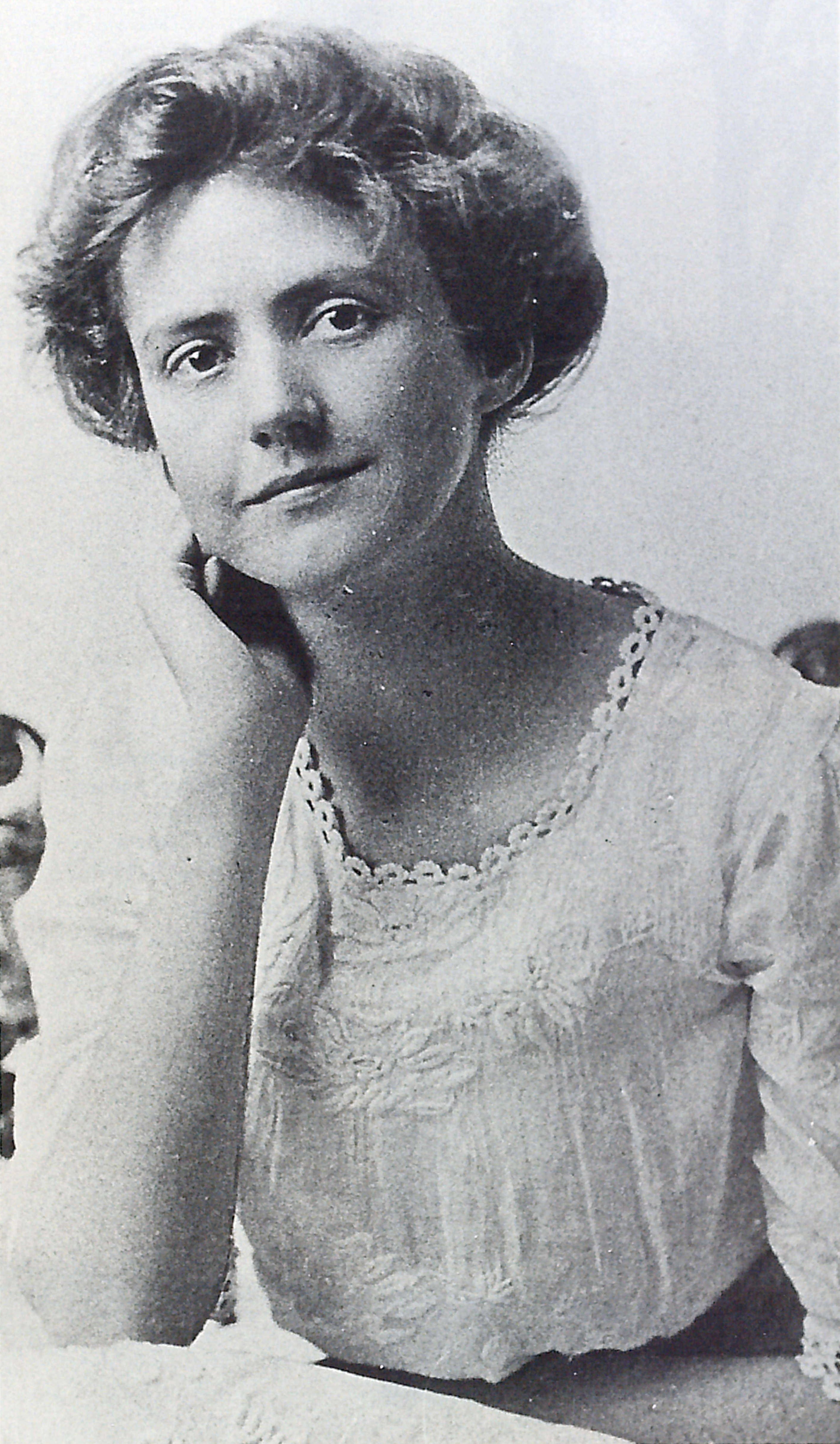

수전 글래스펠(Susan Glaspell, Susan Keating Glaspell, 1876년 7월 1일 ~ 1948년 7월 28일)은 미국의 소설가, 언론인, 여배우이다.

## 생애
1876년 아이오와주 대븐포트에서 태어났다. 여성의 2%만 대학에 가던 시절에 드레이크대학을 졸업했고 잠시 기자로 활동했다. 시카고대학원을 졸업한 후 유부남인 조지 크램 쿡을 만나 사랑에 빠졌다. 쿡이 이혼하자 그와 결혼했다. 둘은 프로빈스타운 플레이어스를 창단해 20세기 초 미국 연극을 이끌었다. 극단은 성공했고 다른 브로드웨이 극단의 경쟁을 유발했다. 상업성에 빠져 원래 정신이 희석되었다고 판단, 극단 운영을 중단하고 그리스로 떠난다. 쿡은 이곳에서 질병으로 사망했다. 글래스펠은 미국으로 돌아가 소설 창작에 전념했다. 1948년에 사망했다.